# 오시미촌
오시미촌(忍海村)은 나라현 미나미카쓰라기군에 있던 촌이다. 현재의 가쓰라기시의 남부, 긴테쓰 고세선 오시미역 주변에 해당한다. 

## 역사
- 1889년 4월 1일 - 정촌제 시행에 의해 오시미군 오시미촌이 성립하였다.
- 1897년 4월 1일 - 미나미카쓰라기군으로 변경되었다.
- 1956년 5월 3일 - 신조정에 편입해, 동일 오시미촌은 폐지되었다.

## 교통

### 철도
- 긴키 닛폰 철도
  - 고세선

### 도로
- 국도 제24호선